# Sis (Cilícia)
Sis (en idioma armeni: Սիս) era la capital del Regne d'Armènia Menor. El complex enfortit massiu es troba en el sud-oest de la ciutat turca moderna de Kozan a la Província d'Adana.

## Història
Al III mil·lenni a.C. Sis va ser un dels assentaments hitites en la plana de Cilícia entre les muntanyes i la costa mediterrània.
Durant el segle I a.C. sembla haver estat una població no fortificada a la província romana de Cilicia Secunda. Els noms Sisan o Sisia s'esmenten per primera vegada als segles V i VI en fonts gregues i llatines. Durant el 703-704 els colons romans d'Orient van repel·lir un atac àrab, però aviat es van veure forçats a abandonar la ciutat, que es va convertir en un lloc fronterer per al Califat Abbàssida. El califa al-Mutawakkil va reconstruir les defenses romanes d'Orient cap a la meitat del segle ix. L'emperador romà d'Orient Nicèfor II va reconquerir Sis en el 962, que després va passar a ser una possessió d'Armènia en 1113, quan va ser ocupada i reparada per Rubenid Baró Toros I.
Des de finals del segle xii fins al segle xiii el castell va ser ampliat significativament durant els regnats dels reis Levon I i Het‛um I amb un «palau», edificis residencials, esglésies, i jardins. Wilbrand von Oldenburg, un monjo teutónico que va visitar Sis el 1212, va trobar una completa i ben establerta capital. A Zapēl, l'esposa de Het'um, se li atribueix la construcció d'un hospital a la ciutat l'any 1241. Un fragment d'una inscripció- dedicatòria encara in situ es troba dins del castell es  amb el nom de «Het‛um».
El 1266 els mamelucos van saquejar i van cremar la ciutat. El 1275 de nou van sofrir un altre atac pels mateixos assaltants que aquesta vegada van ser derrotats per les forces armènies. Un segle més tard, el 1369 de nou els mamelucos van conquistar la ciutat una altra vegada, però van ser forçats a deixar-la. Finalment, el 1375 els mamelucos de nou van prendre la ciutat, la van saquejar, la van cremar, i van capturar al rei i molts nobles. Amb Sis caigut també es va reduir el Regne armeni de Cilica.
Al segle xx els armenis van continuar habitant la ciutat on es conserven diverses estructures residencials medievals.
El castell en Sis és un d'ús llocs fortificats més grans del Llevant mediterrani. Si es col·loquen d'extrem a extrem, les parets del circuit mesurarien gairebé 3 quilòmetres en longitud. Els murs, torres, cisternes, i els edificis residencials estan acuradament adaptats a l'elevat terreny de pedra calcària. La gran majoria d'aquestes construccions van ser fetes amb un bon tall de carreu, una maçoneria pròpia de les fortificacions d'Armènia. Hi ha fragments de muralles romanes d'Orient així com un passadís d'entrada en el sud-est que va estar construït durant l'ocupació dels mamelucs i té un inscripció en àrab. A causa de la seva ubicació estratègica, Sis té un caràcter indivisible amb els castells en Andıl, Anazarb, i Tumlu.
Directament sota el castell, al sud-est hi ha una gran plànol de terreny que té les restes de diverses esglésies i capelles importants en el compost dels Patriarques incloent la basílica de Sta. Sofia construïda pel rei Het'um i en del segle xviii l'església de Sant Gregorio el Iluminador. Una de les capelles, Kara Kilise, encara conserva l'absis i la volta apuntada sobre la nau.